# Prevenção do crime através do desenho urbano
A prevenção do crime através do desenho urbano - ambiental é a capacidade de um espaço urbano para influenciar as decisões dos criminosos que precedem o ato criminoso.

## Estratégias para Ambientes Construídos
As estratégias do CPTED residem na sua capacidade de influenciar as decisões que precedem o ato criminoso. Pesquisas de comportamento criminal revelam que a decisão de realizar ou não o delito estão mais relacionadas a possibilidade de ser pego do que a dificuldade de invadir os locais. Baseado em tais princípios, as estratégias do CPTED procuram enfatizar o risco de ser percebido e apreendido.
As estratégias mais comum são a vigilância natural, controle natural de acesso e reforço natural da área. A vigilância natural e o controle de acesso limitam oportunidades para a consumação do ato criminoso. O reforço de área promove um controle social por meio de diferentes medidas.

### Vigilância Natural

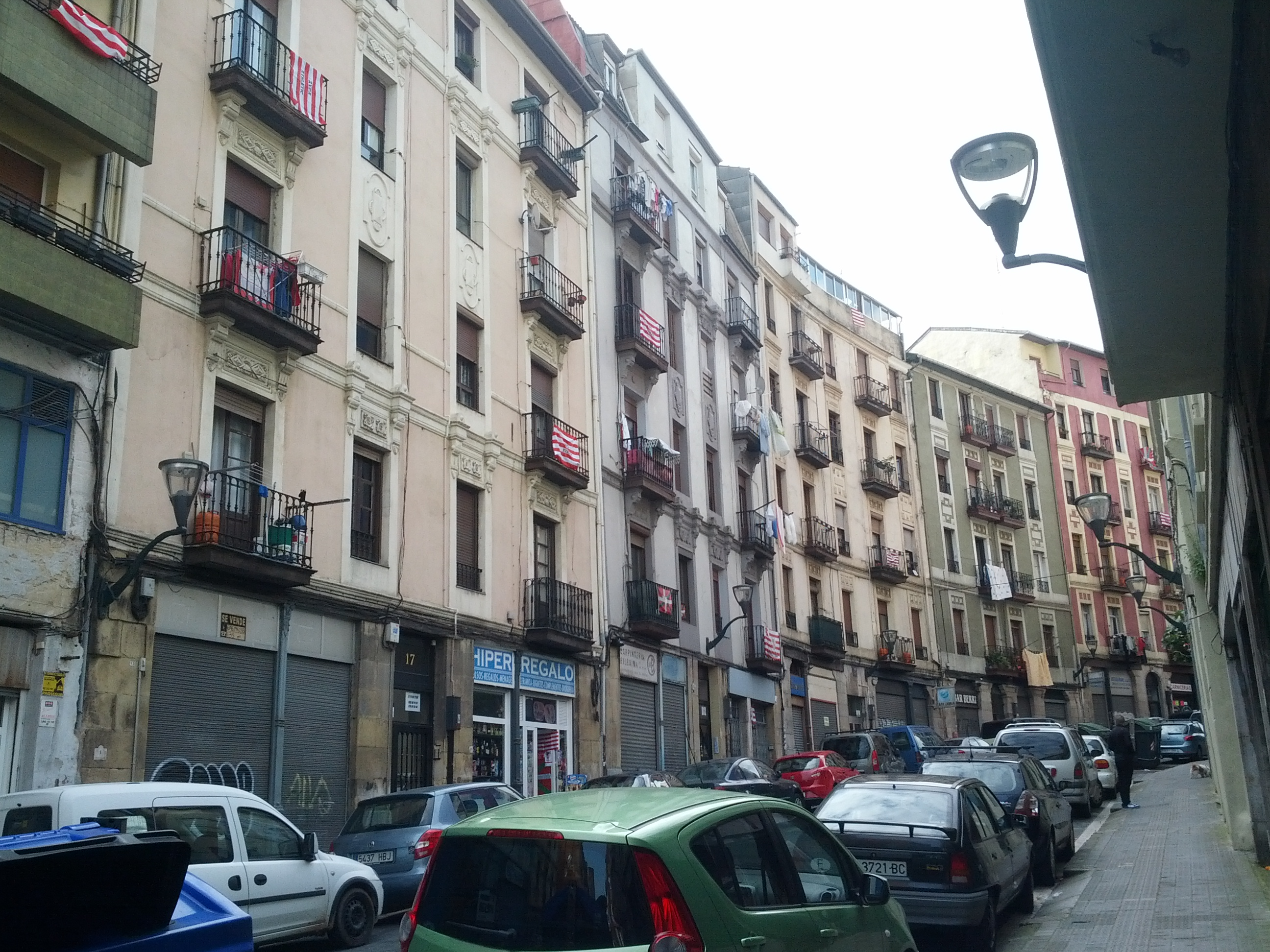
Ruas curvas e edifícios com janelas e varandas viradas para a rua.

Vigilância Natural aumenta a ameaça de apreensão pelo acréscimo de etapas que aumentam a percepção de que pessoas podem ser vistas. Vigilância natural ocorre pelo desenho de características físicas, atividades e pessoas de tal maneira que amplia a visibilidade e promovem a interação positiva social entre legítimos usuários do espaço privado e público. Potenciais atacantes sentem-se progressivamente mais limitados em suas rotas de fuga:
- Posicione as janelas viradas para a calçada e os estacionamentos.
- Deixe as partes externas das janelas abertas.
- Use o caminho de passagem do carro como um elemento de vigia.
- Crie desenhos de espaço que promovam vigia, especialmente em proximidade com pontos desenhados para entrada e potenciais pontos invasão.
- Use cercas e muros com a menor limitação visual possível, apropriadas para o local.

- Quando criar design de iluminação, evite luzes mal localizadas que possibilitem pontos escuros para observadores.  Tenha certeza de que áreas potencialmente problemáticas estejam bem iluminadas: passagens, escadas, entradas e saídas, estacionamentos, caixas eletrônicos, quiosques telefônicos, caixas de correio, pontos de ônibus, áreas de recreação, piscinas, lavanderias, depósitos, áreas de lixo e reciclagem, etc.
- Evite a iluminação excessiva que crie cegueira temporária ou sombras profundas, impedindo a visualização de potenciais observadores. Os olhos se adaptam a enxergar à noite e tem dificuldades para se ajustar a grandes variações de luminosidade. O uso de luzes menos potentes requer um número maior de instalações luminosas.
- Use rebatedores para controlar a luminosidade.
- Posicione luzes ao longo de corredores e outros locais de uso dos pedestres em alturas apropriadas para iluminar o rosto das pessoas (e identificar o rosto de potenciais criminosos).

Medidas de vigilância natural podem ser completadas por medidas mecânicas e organizacionais. Por exemplo, circuito interno de vigilância (CCTV) câmeras podem ser adicionadas em áreas onde a vigilância por janelas é inviável.

### Controle Natural de Acessos

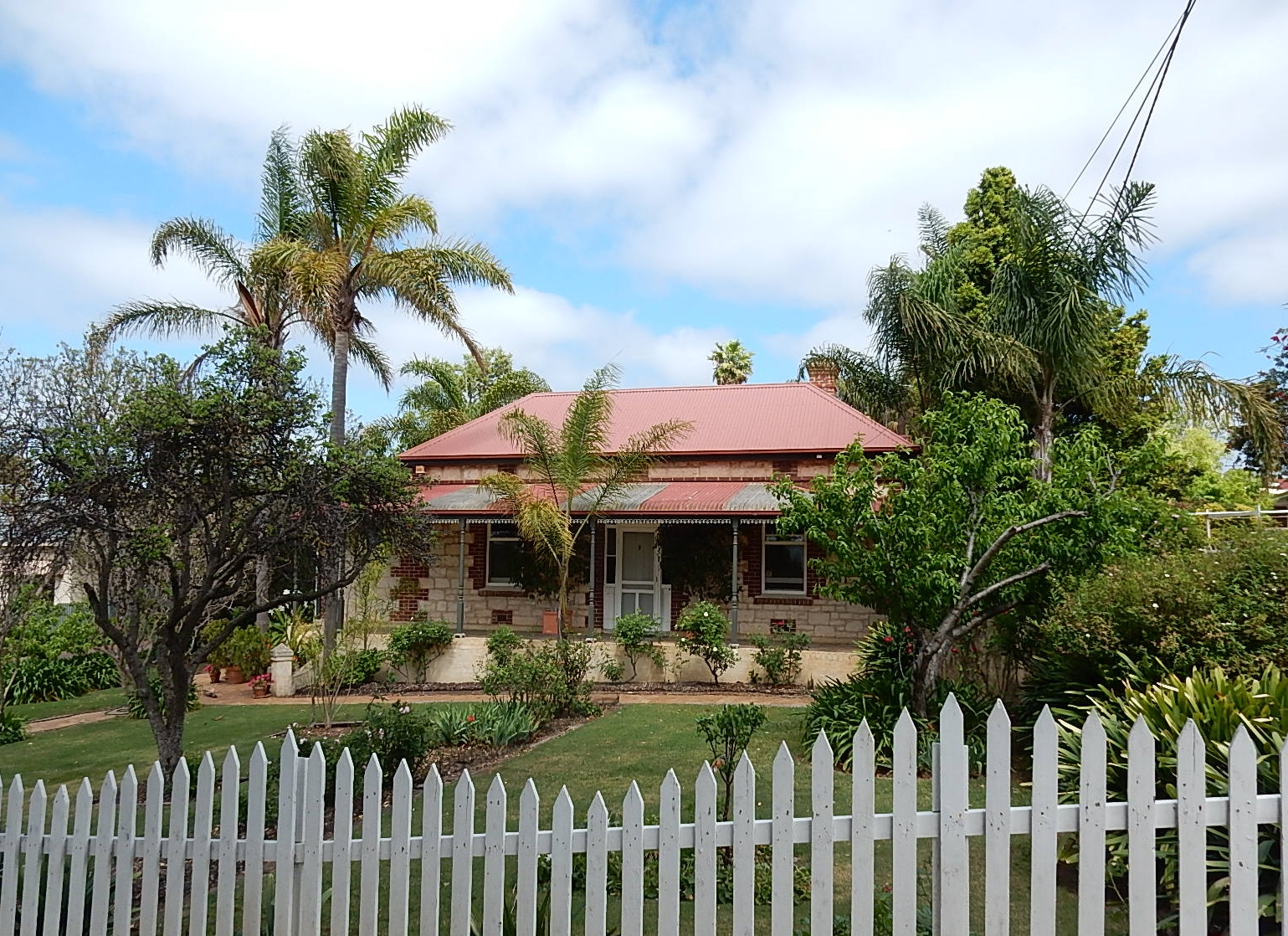
Cerca de estacas.

O Controle Natural de Acessos limita a oportunidade de cometer um crime por meio de passos que diferenciam claramente os espaços públicos e privados. Pela seleção adequada de entradas, saídas, cercas, luzes e paisagens que limitem o acesso ou controlem o fluxo, o controle de acesso ocorre naturalmente.
- Use um único e nitidamente identificado ponto de entrada.
- Crie estruturas para dirigir as pessoas até a área de recepção.
- Incorpore entradas sinuosas em banheiros públicos. Tal medida evita a isolação produzida por uma antesala ou porta dupla.
- Use plantas espinhosas próximas a janelas à altura do solo.
- Elimine acessos ao porões e sótão.
- No jardim frontal, use cercas baixas ao longo da propriedade residencial para cotrolar o acesso e possibilitar a vigilância.
- Utilize portões com fechaduras entre o jardim frontal e o dos fundos.
- Utilize cercas à altura dos ombros nas áreas laterais da propriedade. Elas devem ser suficientemente descobertas para promover a interação social entre vizinhos.
- Utilize cercas substanciais, altas e não vazadas entre os fundos da propriedade e caminhos públicos.

Controle natural de acesso é utilizado para complementar acessos mecanizados e operacionais.

### Reforços naturais no território
Reforço de território permite o controle social por meio da evidenciação dos espaços privados.
Um ambiente desenhado para claramente delinear espaços privados faz duas coisas. Primeiro, cria um senso de propriedade. Proprietário tem um grande interesse e são mais tendentes a desafiar invasores ou reportá-los a polícia. Segundo, o senso de espaços proprietários cria um ambiente onde "estrangeiros" e "invasores" contrastam e são mais facilmente identificados. Utilizando-se construções, cercas, pavimentos, sinais, luzes e paisagens para expressar a propriedade e definir os espaços público, semi-público e privado, o reforço natural do território acontece.
- Propriedades que sofrem manutenção constante e paisagens da mesma maneira, comunicam que o espaço é constantemente ocupado.
- Plantar árvores em áreas residenciais. Pesquisas indicam que, contrariamente ao senso-comum presente na lei de proteção comunitária, os espaços residenciais com árvores em frente são significativamente mais atrativas, e mais seguras, e mais passível de serem visitadas que espaços semelhantes sem árvores.
- Restrinja atividades privativas para definir espaço privados.
- Coloque sinalizações de dispositivos de segurança em locais de acesso.
- Evite grades de arame e arames farpados, na medida em eles comunicam a ausência de presença física. E aponta para um risco menor de ser detectado.
- Colocar amenidades como cadeiras e coisas para se "beliscar" em áreas comuns em intituições comerciais ajuda a atrair um número maior de usuários para as áreas desejadas.
- Agendando atividades em áreas comuns incentiva o uso próprio, atrai mais pessoas e incrementa a percepção que aquelas áreas são controladas.

As medidas de reforço de território fazem o usuário comum sentir-se seguro e alertar os potenciais delinquentes do risco de apreensão e escrutínio.